# Scotia Centre (Calgary)
Das Scotia Centre ist ein hohes Bürogebäude in Calgary, Alberta, Kanada. Das Gebäude befindet sich auf der  700 2nd Street SW und verfügt über 42 Etagen und erreicht eine Höhe von 155 Metern. Das Gebäude wurde im internationalen Stil entworfen. Es verfügt über ein dreistöckiges Podium, in dem sich eine Shoppingmall befindet. Es wurde 1976 fertiggestellt. Die Baukosten beliefen sich auf 30 Millionen Dollar. Auf einem Teilstück des Podiumsdachs befindet sich ein Restaurant. Die Scotiabank ist einer der größten Mieter des Gebäudes.